# Jascha Nemtsov
Jascha Nemtsov (russisch Яков Григорьевич Немцов, wiss. Transliteration Âkov Grigor'evič Nemcov; * 7. Oktober 1963 in Magadan in Sibirien, UdSSR) ist ein deutscher Pianist und Musikwissenschaftler.

## Leben
Jascha Nemtsov ist Sohn eines Gulag-Überlebenden. Ab 1965 lebte er in Leningrad. Er absolvierte dort die Spezialmusikschule mit einer Goldmedaille und setzte danach seine musikalische Ausbildung am Leningrader Staatlichen Konservatorium fort (Konzertdiplom mit Auszeichnung).
Seine internationale pianistische Laufbahn begann erst Mitte der 1990er Jahre nach seiner Übersiedlung in die Bundesrepublik Deutschland. Neben dem klassisch-romantischen Klavierrepertoire widmet sich Nemtsov intensiv der Musik des 20. Jahrhunderts. Seine Spezialgebiete sind jüdische Kunstmusik und russische Musik, insbesondere Werke von Dmitri Schostakowitsch. Er führte außerdem mehrere Konzertprogramme mit Werken jüdischer Komponisten auf, die von den Nationalsozialisten verfolgt wurden, wie Viktor Ullmann, Gideon Klein, Mieczysław Weinberg, Bernhard Sekles und viele andere. Seine Auftritte gestaltet Nemtsov oft als Gesprächskonzerte, in denen er auf lebendige Weise über die Schicksale der Komponisten und den historischen Hintergrund erzählt.
Am 27. Januar 2012 spielte Nemtsov anlässlich des Tags des Gedenkens an die Opfer des Nationalsozialismus im Deutschen Bundestag Werke von Frédéric Chopin und Mieczysław Weinberg.
Jascha Nemtsov ist mit der Komponistin Sarah Nemtsov verheiratet. Sie leben mit ihren drei Kindern in Berlin.

## CD-Einspielungen
Bislang nahm Nemtsov insgesamt mehr als 40 CDs mit zahlreichen Weltersteinspielungen auf. Darunter sind Werke für Klavier solo, sowie Kammermusik mit den Partnern Tabea Zimmermann, David Geringas, Ingolf Turban, Dmitri Sitkowetski, Chen Halevi, Wolfgang Meyer, Julia Rebekka Adler oder dem Vogler-Quartett. Mit seinen CD-Projekten präsentierte er der Öffentlichkeit erstmals die Musik von einigen bis dahin vollkommen vergessenen Komponisten, darunter Alexander Weprik, Juliusz Wolfsohn, Grigori Krein, Jakob Schönberg, Matvey Gozenpud, Evgeniya Yakhnina oder Israel Brandmann. 2020 erschien die weltweit erste Einspielung der Originalfassung der Coplas Sefardies von Alberto Hemsi auf drei CDs (mit der Sopranistin Tehila Nini Goldstein). Seine jüngsten CD-Projekte schließen Weltpremieren von Werken bedeutender, im Nationalsozialismus verfolgter deutsch-jüdischer Komponisten Hans Heller und Bernhard Sekles ein. 2024 erschien die im Deutschlandfunk Köln aufgenommene CD mit den Klavierquintetten von Leo Ornstein und Boris Tishchenko (mit dem Asasello Quartett). Mehrere CDs wurden international ausgezeichnet. Die CD mit Sonaten für Violine und Klavier von Dmitri Schostakowitsch und Mieczysław Weinberg (mit dem Geiger Kolja Blacher) erhielt 2007 den Preis der deutschen Schallplattenkritik. Für seine Anthologie aus fünf CDs mit Ersteinspielungen von Klavierwerken des russischen, im Stalinismus verfolgten Komponisten Wsewolod Saderazki wurde Nemtsov 2018 mit dem Opus Klassik Preis ausgezeichnet. Seine CD "Ukrainian Préludes" mit Werken von Nikolai Silvansky, Matvey Gozenpud und Evgeniya Yakhnina wurde für die International Classical Music Awards 2025 nominiert. Die meisten seiner CDs wurden beim Label Hänssler Classic veröffentlicht.

## Musikwissenschaftliche Tätigkeit
Jascha Nemtsov wurde 2004 promoviert und habilitierte sich 2007. Seine wissenschaftlichen Arbeiten konzentrieren sich auf jüdische Musik und jüdische Komponisten im 19., 20. und 21. Jahrhundert sowie Themen wie "Nationalismus und Musik", "Religion und Musik" oder "Totalitarismus und Musik". Ein wichtiges Spezialgebiet ist die sogenannte Neue Jüdische Schule in der Musik, eine Komponistenvereinigung, die zu Beginn des 20. Jahrhunderts in Russland begründet wurde, später europaweit aktiv war und einen dezidiert jüdischen Stil auf Grundlage jüdischer Folklore und Synagogenmusik entwickelte.
Nemtsov ist Herausgeber der Schriftenreihe „Jüdische Musik. Studien und Quellen zur jüdischen Musikkultur“ im Harrassowitz Verlag Wiesbaden.
Er unterrichtet seit 2002 an der Universität Potsdam und außerdem seit 2008 am Abraham Geiger Kolleg der Universität Potsdam, dessen Kantorenausbildung (Cantorial School) er zusammen mit Kantor Isidoro Abramowitz leitet. 2011 war er Gastprofessor für jüdische Musik und Kultur an der Universität Lüneburg. 2013 wurde er auf die neue Professur für Geschichte der jüdischen Musik an der Hochschule für Musik Franz Liszt in Weimar berufen. Seit Beginn des Sommersemester 2013 lehrt Nemtsov am gemeinsamen Institut für Musikwissenschaft der Weimarer Musikhochschule und der Friedrich-Schiller-Universität Jena.

## Publikationen (Auswahl)
- Die Neue Jüdische Schule in der Musik. Harrassowitz, Wiesbaden 2004, ISBN 978-3-447-05034-0 (= Jüdische Musik. Band 2, zugleich Dissertation an der Universität Potsdam 2004).
- Jüdische Kunstmusik im 20. Jahrhundert: Quellenlage, Entstehungsgeschichte, Stilanalysen. Harrassowitz, Wiesbaden 2006, ISBN 978-3-447-05293-1 (= Jüdische Musik. Band 3).
- Enzyklopädisches Findbuch des Potsdamer Archivs der Neuen Jüdischen Schule in der Musik. Harrassowitz, Wiesbaden 2008, ISBN 978-3-447-05786-8 (= Jüdische Musik. Band 8).
- Arno Nadel (1878–1943). Sein Beitrag zur jüdischen Musikkultur. Hentrich & Hentrich, Berlin 2009, ISBN 978-3-938485-89-7 (= Jüdische Miniaturen. Band 77).
- Oskar Guttmann (1885–1943) und Alfred Goodman (1919–1999)  Berlin: Hentrich & Hentrich, 2009, ISBN 978-3-941450-13-4 (= Jüdische Miniaturen, Band 89).[2]
- Der Zionismus in der Musik: jüdische Musik und nationale Idee. Harrassowitz, Wiesbaden 2009, ISBN 978-3-447-05734-9 (= Jüdische Musik. Band 11).
- Deutsch-jüdische Identität und Überlebenskampf: Jüdische Komponisten im Berlin der NS-Zeit. Harrassowitz, Wiesbaden 2010.[3]
- Louis Lewandowski. „Liebe macht das Lied unsterblich!“  Hentrich & Hentrich, Berlin 2011, ISBN 978-3-942271-38-7 (= Jüdische Miniaturen. Band 114).[4]
- Doppelt vertrieben. Deutsch-jüdische Komponisten aus dem östlichen Europa in Palästina/Israel. Harrasowitz, Wiesbaden 2013, ISBN 978-3-447-06975-5 (= Jüdische Musik. Band 11).[5]
- "'Meine innere Heimat': Judentum im Leben und Werk von Leonard Bernstein", in: Andreas Eichhorn (Hg.), Leonard Bernstein und seine Zeit. Laaber Verlag, Laaber 2017, ISBN 978-3-89007-768-0, S. 271–286.
- "'Ein Lachen durch Tränen': Jüdische Musik im Schaffen von Mieczyslaw Weinberg", in: Andreas Lehnardt  (Hg.), Judaistik im Wandel. Ein halbes Jahrhundert Forschung und Lehre über das Judentum in Deutschland. De Gruyter, Berlin/Boston 2017, ISBN 978-3-11-052103-0, S. 111–130.
- "Charles Valentin Alkan. Ein jüdischer Musiker im Zeitalter der Emanzipation", in: C.V. Alkan, ed. text + kritik, München 2017, ISBN 978-3-86916-600-1 (= Musik-Konzepte Bd. 178), S. 28–49.
- "Jüdische Musik", in: Christina von Braun und Micha Brumlik (Hg.), Handbuch Jüdische Studien. Böhlau Verlag, Wien u. a. 2018, ISBN 978-3-8252-8712-2, S. 443–456.
- "Jüdisch-deutsche und jüdisch-christliche Identität", in: Christiana Wiesenfeldt (Hg.), Mendelssohn-Handbuch. Bärenreiter & Metzler, Kassel/Stuttgart 2020, ISBN 978-3-476-05630-6, S. 21–30.
- "Jewish Music and Totalitarianism in the Post-Stalinist Soviet Union", in: Tina Frühauf (ed.), The Oxford Handbook of Jewish Music Studies. Oxford University Press, New York 2023, ISBN 978-0-19-752862-4, S. 309–334.
- From St. Petersburg to Vienna. The New Jewish School in Music (1908–1938) as Part of the Jewish Cultural Renaissance. Harrasowitz, Wiesbaden 2024, ISBN 978-3-447-11105-8 (= Jüdische Musik. Band 17).
- Jüdische Musik: Einführung. Rombach Wissenschaft im Nomos Verlag, Baden-Baden 2024, ISBN 978-3-98858-060-3.